# اشنو (شهر اتریش)
اشنو (به آلمانی: Eschenau) یک منطقهٔ مسکونی در اتریش است که در ناحیه لیلینفلد واقع شده‌است. اشنو ۱٬۳۷۸ نفر جمعیت دارد.